# I-56
I-56 — підводний човен Імперського флоту Японії, який брав участь у Другій світовій війні.

## Початок історії човна
Корабель належав до типу B Modified 2 (він же клас I-54), представники якого мали великі розміри (їх надводна водотоннажність перевищувала підводний показник океанських субмарин США) та могли нести розвідувальний літак. Втім, човни цього типу ставали у стрій лише з 1944 року, коли застосування ними авіації стало неактуальним.

## Перший похід
На початку жовтня 1944-го на верфі ВМФ у Куре розпочали переобладнання І-56 у носія чотирьох керованих торпед «кайтен» (при цьому довелось демонтувати палубну гармату). Втім, ще до завершення процесу човен 15 жовтня вийшов у море з першочерговим завданням атакувати американське авіаносне з'єднання, яке за кілька діб до того почало завдавати ударів по Тайваню. Втім, уже 18 жовтня віддали наказ прямувати в район на схід від Філіппін, оскільки союзники розпочали операцію заволодіння цим архіпелагом.
24 жовтня 1944-го в районі на схід від острова Мінданао І-56 випустив три торпеди по конвою, дві з яких уразили танкодесантне судно LST-695. Останнє змогли привести на буксирі на Палау та після початкового ремонту доправити до США, втім, за цей час війна завершилась і восени 1945-го LST-695 списали, так і не повернувши до боєздатного стану.
25 жовтня 1944-го, у вирішальний день битви в затоці Лейте, І-56 випустила 5 торпед по загону ескортних авіаносців. Майже одночасно один із кораблів ескорту повідомив про контакт із підводним човном, так що авіаносці розпочали екстрений розворот і торпеди пройшли повз ціль. Один з ескортних міноносців контратакував І-56 глибинними бомбами та спостерігав появу на поверхні слідів пального, втім, човен вцілів, а вже після сплиття на його палубі знайшли глибинну бомбу, яка не вибухнула.
4 листопада 1944-го човен повернувся до Куре, де продовжив переобладнання в носія кайтенів.

## Другий похід
22 грудня 1944-го I-56 полишив Японію та вирушив для атаки кайтенами на островах Адміралтейства (всього наприкінці грудня наказ на атаки кайтенами проти п'яти локацій дістали шість підводних човнів). При цьому 6 січня 1945-го японський розвідувальний літак доповів, що на острові Манус у гавані Зеєадлер перебувають 6 крейсерів та майже три десятки транспортів.
10 січня 1945-го І-56 вже був за кілька сотень кілометрів від цілі, де його виявили ворожі сили, та годину ухилявся від них. Втім, це не завадило продовжувати місію і незадовго до завершення 11 січня човен сплив на поверхню менше ніж за сотню кілометрів від зазначеної гавані, готуючись до запуску кайтенів. Невдовзі прилад сповістив про радарне опромінення з літака, після чого І-56 занурився, а в районі його перебування з'явились ворожі кораблі, що змусило перенести атаку. 12 січня після заходу сонця човен знову сплив та попрямував у напрямку Зеєадлер, але повторились події минулої ночі. Схожі ситуації повторились 13 та 14 січня, що змусило скасувати операцію.
3 лютого 1945-го човен повернувся на базу. Невдовзі він пройшов модернізацію, яка збільшила кількість кайтенів на борту з чотирьох до шести.

## Третій похід
31 березня 1945-го I-56 вирушив у море із завданням атакувати ворожий флот, який за кілька діб до того почав атаку на острів Окінава.
Незадовго до завершення 17 квітня 1945-го в районі за сотню кілометрів на північний захід від острова Мінамі-Дайто радар лінкора «Міссурі» виявив ціль, що перебувала за понад два десятки кілометрів від його загону. Для полювання на неї вислали два есмінці, які провели кілька атак глибинними бомбами. На світанку 18 квітня скидання глибинних бомб продовжили два літаки з ескортного авіаносця «Батаан» та три інші есмінці «Коллетт», «МакКорд» та «Мертц». Не виключено, що саме цей бій став останнім для І-56, який загинув разом з усіма 122 особами, що перебували на борту.